# Analisi strutturale

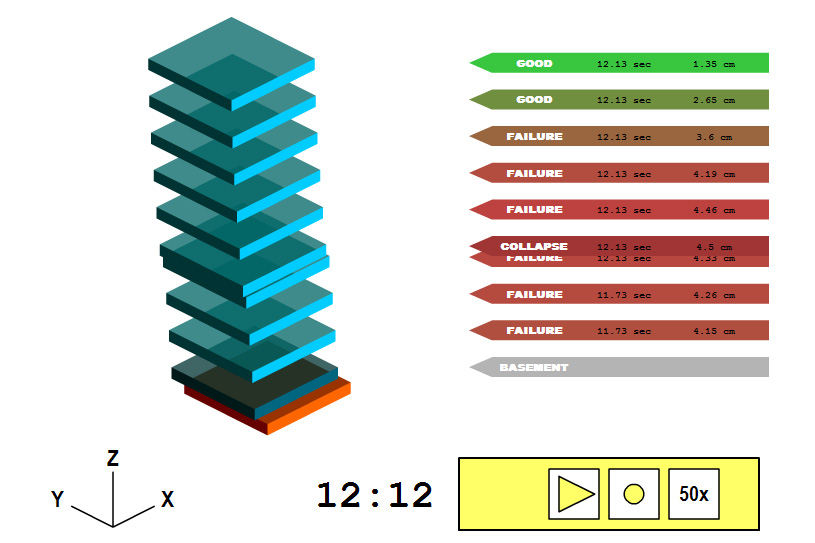
Simulazione 3D degli effetti di un'azione sismica su un palazzo di 9 piani.

L'analisi strutturale (detta anche calcolo strutturale  o, comunemente, con dizione inglese, structural analysis) indica tutti gli strumenti e le tecniche (numeriche, informatiche…) sviluppate per risolvere problemi ingegneristici di "meccanica delle strutture", in particolare in ambito aerospaziale, meccanico e civile, e ha lo scopo di determinare la distribuzione delle forze interne e dei momenti o delle tensioni, delle deformazioni e degli spostamenti, nell'intera struttura o in una parte di essa.

## Descrizione
Dove non è valida l'ipotesi di distribuzione lineare delle deformazioni (D regions) si possono svolgere analisi strutturali locali, cioè riferite a singole parti della struttura. Tale calcolo viene svolto con metodi classici o metodi moderni; spesso questi tipi di approccio sono utilizzati contemporaneamente in fase progettuale.
L'analisi deve essere svolta idealizzando la geometria, mediante la creazione di un modello di calcolo, e il comportamento, legato principalmente alla natura dei materiali prescelti. Tali idealizzazioni devono essere appropriate per il problema in questione. In merito all'idealizzazione del comportamento generalmente vengono eseguite le seguenti analisi:
- a comportamento elastico lineare con o senza ridistribuzione
- a comportamento plastico comprendente la modellazione tirante - puntone
- comportamento non lineare

Si parte pertanto da un progetto, che deve comunque soddisfare l'insieme di requisiti che sono richiesti al prodotto finito. Si scelgono poi i materiali più idonei da utilizzare per la costruzione. Il lavoro del progettista è determinante nella fase di realizzazione del modello di calcolo e del suo predimensionamento dell'opera: da ciò dipendono i tempi di realizzazione e la riuscita dell'intero progetto.
La struttura viene studiata inizialmente nella sua globalità, per giungere al miglior compromesso possibile tra esigenze e costi.
Per il dimensionamento degli elementi strutturali (fondazioni, pilastri, travi, ecc.) si pone il bivio tra un approccio di tipo classico, o un approccio di tipo moderno, con l'utilizzo di appositi software. Nella maggioranza dei casi l'approccio di calcolo è di tipo misto, scelto a seconda dei casi affrontati; se la struttura è molto complessa, per tipologia o per configurazioni di carico applicate, i calcoli di tipo classico sono molto onerosi, difficili ed estremamente lunghi (tenuto conto che la soluzione ai problemi in questione si trova in generale con metodi iterativi). Si ricorre ormai sempre più frequentemente a software apposito.
Attualmente i software per il calcolo strutturale più usati a livello industriale e civile sono basati su di una tecnica numerica chiamata FEM (Finite Element Method - Metodo degli elementi finiti). Il software permette di verificare a norma di legge gli elementi strutturali, introducendo la geometria, i carichi, calcolando i diagrammi di sollecitazione, evidenziando le zone di concentrazione delle tensioni e quindi eventuali difetti, consentendo al progettista di apportare le necessarie modifiche.
Quando il grado di progettazione sia giudicato adeguato all'opera, si procede con la preparazione degli elaborati grafici e le relazioni di calcolo, che attestano la rispondenza delle scelte progettuali ai requisiti di sicurezza stabiliti dalle normative. Spesso le tavole, prodotte in modo automatico dal software, devono essere ritoccate dal progettista o dai suoi collaboratori, problema che le software house si sforzano di risolvere nei vari campi di applicazione.
L'analisi strutturale può essere di due tipi:
- analisi strutturale di tipo statico: le forze sollecitanti considerate non variano di intensità nel corso del tempo, ma possono essere solamente assenti o presenti in ciascuna configurazione di carico;
- analisi strutturale di tipo dinamico: le forze considerate possono variare di intensità, come ad esempio nel caso di azioni sismiche, e richiedono modellazioni più complesse, per adeguare istante per istante la struttura inizialmente non deformata alle successive variazioni temporali e spaziali. Questo tipo di studio ricade nella dinamica strutturale e nell'analisi sismica.

L'analisi strutturale nel decennio 1990-2000 è stata estesa alla progettazione di veicoli terrestri, mentre per i veicoli aerei era già in uso fino dagli inizi dell'applicazione di questa tecnica.

### Analisi elastica lineare
L'analisi elastica lineare è, oggi, quella più utilizzata.
Tale analisi, basata sulla teoria dell'elasticità, può essere utilizzata sia per gli stati limite di esercizio che per gli stati limite ultimi.
Per la determinazione degli effetti delle azioni agenti sulla struttura, l'analisi lineare di strutture in calcestruzzo armato può essere sviluppata assumendo:
- sezioni trasversali non fessurate;
- diagramma tensioni - deformazioni dei materiali lineare;
- valore medio del modulo di elasticità.